# Pseudostomella plumosa
Pseudostomella plumosa is een buikharige uit de familie Thaumastodermatidae. Het dier komt uit het geslacht Pseudostomella. Pseudostomella plumosa werd in 1970 voor het eerst wetenschappelijk beschreven door Ruppert. 